# Twin (Muse)
In 1996 verscheen het allereerste nummer van Muse op cd. Het nummer, getiteld Balloonatic, kwam uit op een compilatie van Lockjaw Records, getiteld Helping you back to work - Volume 1. De naam van het nummer is afkomstig van een televisieprogramma voor kinderen.
Later, in 1999, nam Muse het nummer opnieuw op en bracht het onder de naam Twin  uit als B-kant van de single Cave.